# アン・ウィデコム
アン・ノーリーン・ウィデコム（Ann Noreen Widdecombe、1947年10月4日 - ）は、イギリスの政治家、作家、テレビ司会者。1987年から保守党所属で国会議員を務め、2010年に引退。2019年から2020年までブレグジット党所属で欧州議員を務めた。

## 概要
サマセット州バースに、イギリス国防省職員の娘として生まれる。
王立海軍学校（Royal Naval School）シンガポール校、ローマ・カトリック系修道院学校を経て、バーミンガム大学に入学し、ラテン語を専攻する。その後、オックスフォード大学レディ・マーガレット・ホールに入学し、PPE専攻を修了。
1987年イギリス総選挙でメードストン選挙区から出馬し、初当選。2010年まで国会議員を務める。1997年から選挙区をメードストン・アンド・ザ・ウィールドに鞍替え。
2019年欧州議会議員選挙ではブレグジット党所属でサウスウエストイングランド選挙区から出馬し、当選。2020年のブレグジットまで欧州議会議員（MEP）を務めた。

## 栄誉
- カンタベリー基督教会大学名誉フェロー[3]
- バーミンガム大学名誉博士号（D.Univ.）[4]
- バチカン: 大聖グレゴリウス勲章[5]